# Padang Hasior Lombang
Padang Hasior Lombang is een bestuurslaag in het regentschap Padang Lawas van de provincie Noord-Sumatra, Indonesië. Padang Hasior Lombang telt 652 inwoners (volkstelling 2010).